# Station Racławice Śląskie
Station Racławice Śląskie is een spoorwegstation in de Poolse plaats Racławice Śląskie.